# David Carnegie (4e comte de Northesk)
David Carnegie, 4e comte de Northesk (1675 - 14 janvier 1729) est un pair et homme politique écossais. 

## Biographie
Il est le fils de David Carnegie, 3e comte de Northesk et Elizabeth Lindsay. Il est investi conseiller privé de l'Écosse en 1698 et occupe le poste de shérif de Forfar en 1702. Il est lord commissaire du trésor pour l'Écosse de 1705 à 1708, pair représentant entre 1708 et 1715 et commissaire du commerce et de l'industrie en 1711 . 
Il épouse Margaret Wemyss, fille de James Wemyss, Lord Burntisland et Margaret Wemyss (3e comtesse de Wemyss), le 29 janvier 1697 et ils ont cinq enfants: 
- Elizabeth Carnegie (2 janvier 1699 - 21 septembre 1767)
- David Carnegie, 5e comte de Northesk (11 juin 1701 - 24 juin 1741)
- Margaret Carnegie (1702 - 7 juillet 1722)
- George Carnegie (6e comte de Northesk) (2 août 1716 - 20 janvier 1792)
- Anne Carnegie (1729)